# فرینگ
فرینگ (به آلمانی: Fehring) یک شهر در اتریش است که در زودوست‌اشتایرمارک واقع شده‌است. فرینگ ۲۹٫۶۱ کیلومتر مربع مساحت دارد ۲۷۲ متر بالاتر از سطح دریا واقع شده‌است.